# 拉尔贝尔
拉尔贝尔（法語：L'Albère，法語發音：[lalbɛʁ] ⓘ）是法国东比利牛斯省的一个市镇，位于该省南部，属于塞雷区。

## 地理
拉尔贝尔（42°28'58"N, 2°53'40"E）面积17.1 平方千米，位于法国奧克西塔尼大區东比利牛斯省，该省份为法国大陆部分最南部的省份，涵盖了北加泰罗尼亚，北起奥德省，西接阿列日省和安道尔，南与西班牙接壤，东临地中海。
与拉尔贝尔接壤的市镇（或旧市镇、城区）包括：拉洪克拉、阿尔贝拉地区拉罗克、勒佩尔蒂斯、蒙泰斯基厄代阿尔贝雷、维勒隆格-代尔斯蒙茨、莱克吕斯。
拉尔贝尔的时区为UTC+01:00、UTC+02:00（夏令时）。

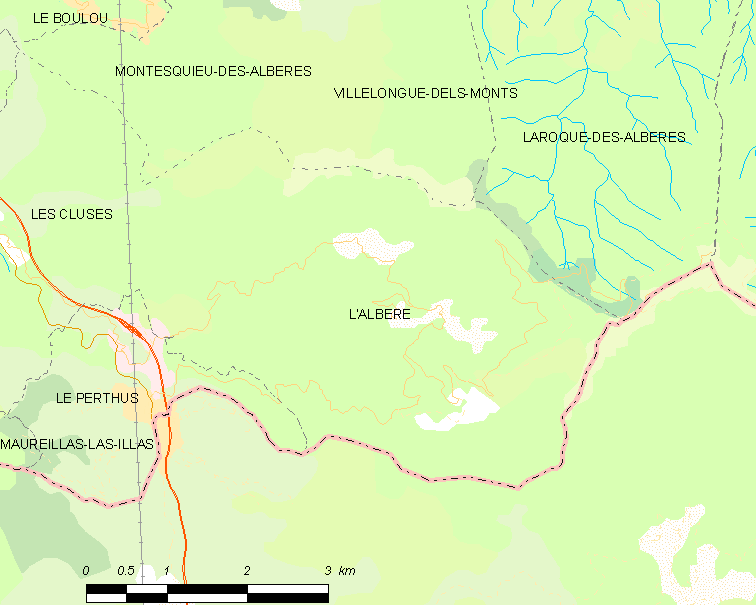
拉尔贝尔的OSM定位图

## 行政
拉尔贝尔的邮政编码为66480，INSEE市镇编码为66001。

## 政治
拉尔贝尔所属的省级选区为瓦莱斯皮尔-阿尔贝拉县。

## 人口

1962-2008年间拉尔贝尔人口变化图示

拉尔贝尔于2022年1月1日时的人口数量为63人。